# Ultrakill
Ultrakill (пишеться ULTRAKILL) — відеогра-шутер від першої особи, розроблена Арсі «Хакіта» Патала (англ. Arsi "Hakita" Patala) та опублікована New Blood Interactive. Випущено для раннього доступу у Steam для Microsoft Windows 3 вересня 2020 року. У грі використовується графіка в ретро-стилі та можливості руху, подібні до шутерів від першої особи 1990-х років, таких як Quake і Doom.

## Сюжет
В Ultrakill гравець керує V1, роботом (англ. machine), який використовує кров як джерело палива. Після вимирання людства гравець спускається крізь шари пекла, щоб зібрати кров різних істот у пеклі. По дорозі V1 стикається з демонами, нежиттю, машинами, які також шукають кров, і ангелами. V1 також бореться з багатьма босами, включно з V2, який є пізніше створеною альтернативною версією V1; Король Мінос (і Мінос Прайм), переможений король шару Хіть (англ. Lust); і Габрієль (англ.Gabriel) (названий на честь архангела Гавриїла), верховного ангела, посланого зупинити V1.

## Ігровий процес
Ultrakill — це шутер від першої особи, дії якого відбуваються на серії рівнів, заснованих на шарах пекла Данте. Гравець має доступ до 6 видів зброї: револьвера, дробовика, цвяхової рушниці, рейкової гармати, ручної ракетної установки та руки, кожен з яких має декілька варіантів. Гравець може виконувати комбо, щоб заповнити індикатор стилю від D до ULTRAKILL і заробити бали стилю, подібно до ігор на зразок Devil May Cry.
Наприкінці кожного рівня гравець отримає ранг від D до S за час, кількість вбитих ворогів і загальну кількість очок стилю, які потім усереднюються, щоб отримати загальний рейтинг рівня. Завершення рівня без смертей або перезавантаження контрольної точки та з рангом S у всіх 3 категоріях нагородить гравця рангом P (ідеальний).
Ключовою концепцією Ultrakill є здатність гравця здобувати здоров'я, вбираючи кров пошкоджених ворогів, це можна зробити атакуючи ворогів та перебуваючи поруч із ними. Однак певні механізми можуть запобігти цьому, наприклад, вороги, вкриті піском, не стікають кров'ю, що може поглинути гравець.
Кожен рівень Ultrakill містить приховані колекційні предмети у вигляді сфер душ і включає спеціальне завдання (англ. challenge). Виконавши завдання, знайшовши всі сфери душі та отримавши найвищий ранг (P), гравець отримає винагороду, зробивши рівень золотим. Гра поділена на прелюдію та три дії, причому прелюдія містить один етап (звану шаром) із чотирма рівнями та босом, а кожна дія містить три шари, що містять три рівні та по одному головному босу кожен. Винятком є останній шар кожного акту, який містить лише один рівень і боса. Не кульмінаційні шари (Шари 0, 1, 2, 4, 5, 7 і 8) мають або матимуть секретні рівні у вигляді повних жанрових змін, як правило, будучи посиланнями на інші ігри, включно з пародією на гру жахів, рівень головоломки заснований на The Witness (відеогра 2016 року), пародією на симулятор побачень і рівні Crash Bandicoot. Завершення цих секретних рівнів також розблокує чити для використання гравцем, за рахунок отримання рангів після кожного рівня, який буде вимкнено. Кульмінаційні шари (Шари 3, 6 і 9) включають або включатимуть надання доступу до спеціальних дверей P-рангу шляхом P-ранжування кожного окремого рівня в грі (за винятком інших секретних рівнів). Ці двері знаходяться в прихованих входах кожного рівня «Crescendo» та присутні у кожному акті. Ці типи секретних рівнів, які називаються «Prime Sanctums», завершуються надзвичайно важкою битвою з кількома босами, кожен із яких має складні моделі атак.
Ultrakill також має нескінченний режим під назвою «Cyber Grind», де гравець бореться з випадковими хвилями ворогів на плавучій арені, яка трансформується після кожної хвилі. Цей режим нагороджує гравця грошима після завершення, які можна використовувати для придбання видів зброї на жовтих терміналах. Існує також режим пісочниці, де гравець може вільно будувати та тренуватися проти ворогів у зоні на основі gm_construct, карти, що входить до гри пісочниці Garry's Mod.

## Рецепція
Станом на 2 серпня 2021, Ultrakill отримав понад 10,000 Steam відгуків з результатом 99%, що робить її 15-ю грою з найвищим рейтингом у Steam. Гру похвалили за її механіку руху та автентичність порівняно з попередніми шутерами на арені та шутерами від першої особи.
Крістофер Лівінгстон з PC Gamer описав Ultrakill як швидшу та «навіть більш металеву, ніж Doom Eternal» і похвалив гру за її вертикальність.